# نيكول سوليفان
نيكول سوليفان (بالإنجليزية: Nicole Sullivan)‏ (و. 1970 – م) هي كاتبة سيناريو، ومنتجة أفلام، وممثلة تلفزيونية، وممثلة أفلام، وممثلة، وممثلة صوت، من الولايات المتحدة الأمريكية، ولدت في مدينة نيويورك.

## التعليم
تعلمت في جامعة نورث وسترن.

## وصلات خارجية
- نيكول سوليفان على موقع IMDb (الإنجليزية)
- نيكول سوليفان على موقع ألو سيني (الفرنسية)
- نيكول سوليفان على موقع أول موفي (الإنجليزية)
- نيكول سوليفان على موقع قاعدة بيانات الأفلام السويدية (السويدية)
- نيكول سوليفان على موقع إن إن دي بي (الإنجليزية)
- نيكول سوليفان على موقع قاعدة بيانات الفيلم (الإنجليزية)
- نيكول سوليفان على موقع كينوبويسك (الروسية)